# Bahnbetriebswerk Godsbanegården København

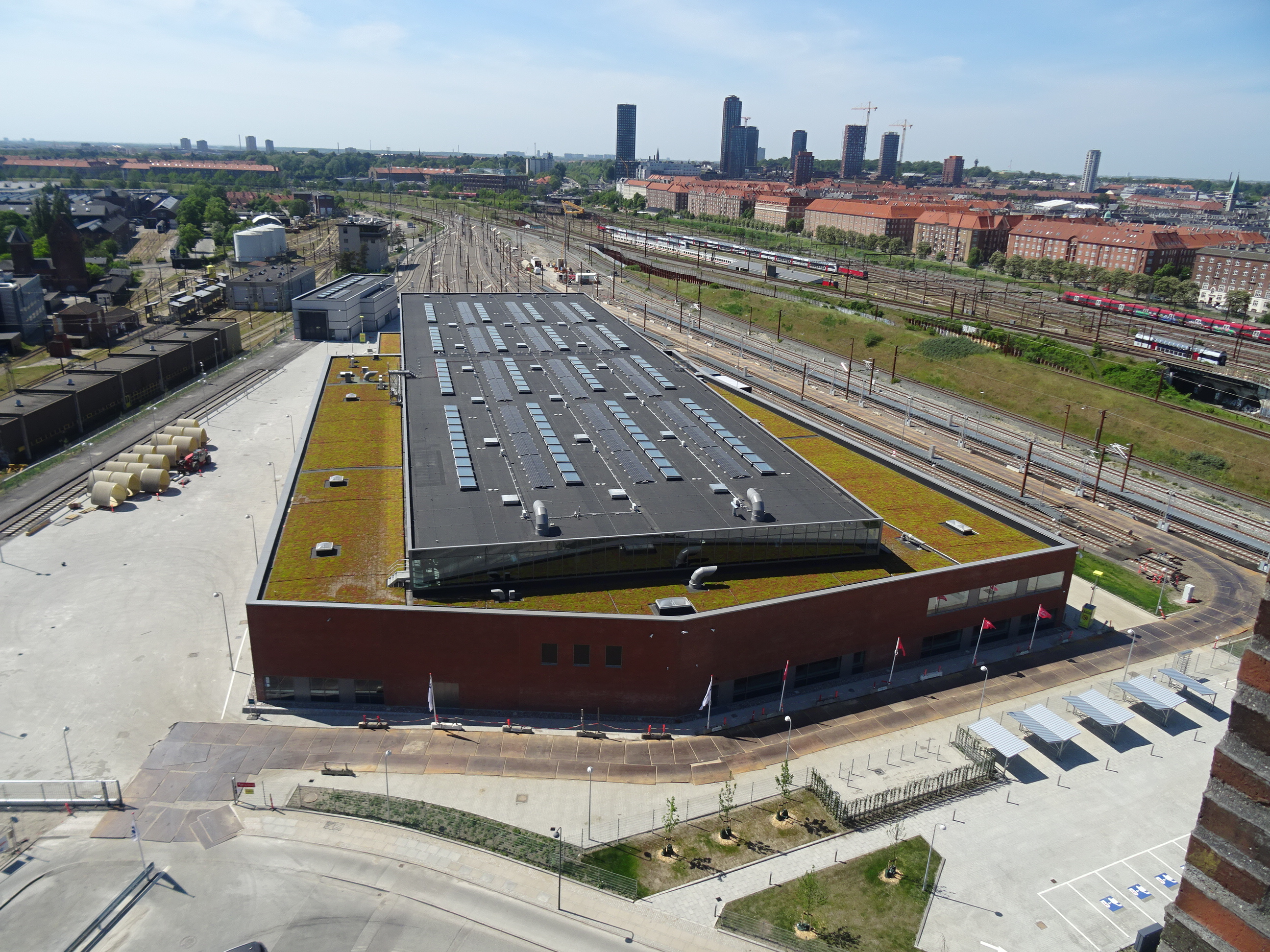

Das Bahnbetriebswerk Godsbanegården København ist eine im Bau befindliche Werkstatt der Danske Statsbaner (DSB) für elektrische Triebzüge in der Nähe der seit über 100 Jahren bestehenden Centralværkstedet København in Kopenhagen in Dänemark.

## Geschichte
Die DSB haben mit dem Bauunternehmen MT Højgaard Dänemark in Søborg in der Gladsaxe Kommune einen Vertrag über den Bau eines Bahnbetriebswerkes abgeschlossen. Die neuen Züge der Baureihe DSB ES (IC 5 – Zweitbesetzung) müssen in Werkstätten in oder in der Nähe strategischer Knotenpunkte des Schienennetzes in Aarhus und Kopenhagen gewartet werden. Der Zuglieferant ist für die Wartung der Züge verantwortlich. Die Wartung muss auf dem Werkstättengelände und in von den DSB errichteten und im Eigentum stehenden Gebäuden durchgeführt werden.
Der neue Werkstattbereich befindet sich auf dem Gelände zwischen der bestehenden Centralværkstedet der DSB am Otto Busse Vej und den bestehenden Hauptgleisen, das früher als Rangierbahnhof für Güterzüge genutzt wurde.
Die gesamte Fläche des Betriebswerkes ist 63.900 m² groß. Es ist geplant, dass die neue Werkstatt bis zu 40 Zuggarnituren pro Tag warten kann. Die Werkstätte wird die Instandhaltung der Triebzüge sowie die Überarbeitung der Radsätze und den Austausch von Drehgestellen durchführen sowie eine Waschanlage erhalten. Ferner wird eine Abstellanlage errichtet.
Die bestehenden alten Gleise, Weichen, Schwellen und Masten innerhalb des Projektgebiets werden entfernt und neue Gleisanlagen errichtet. Die neuen Gleise werden  elektrifiziert. Im Rahmen des Projekts wird eine etwa 1,4 km lange Verbindungsstrecke mit drei neue Weichen gebaut, so dass eine Gleisverbindung zwischen dem Abstellbereich, der Werkstatt und den Bahnsteiggleisen im Hauptbahnhof besteht. Dieses Verbindungsgleis wird ebenfalls elektrifiziert. Das Werkstattgebäude wird viergleisig sein und eine Gebäudefläche von etwa 5600 m² und eine Höhe von etwa 12 Meter haben. Dazu entstehen Nebengebäude mit einer Fläche von etwa 3200 m² und einer Höhe von etwa 8,5 Meter. Für die Achsvermessung wird ein gesondertes einstöckigen Gebäude mit 600 m² und 8,5 Meter Höhe errichtet, um die Lärmbelastung auf die Umgebung zu reduzieren.
Bei vollständiger Inbetriebnahme der neuen Triebzüge sollen insgesamt etwa 130 Mitarbeiter, verteilt auf mehrere Schichten tagsüber und abends beschäftigt sein, je Schicht aber maximal 45 Mitarbeiter. Der Betrieb hinsichtlich Arbeitssicherheit erfolgt nach der Maskinværkstedsbekendtgørelse 1477 af 12/12/2017 (Maschinenwerkstattverordnung).
Für die Gebäude waren Pfahlgründungen notwendig, die im April 2022 abgeschlossen wurden.
Der erste Spatenstich für die Gebäude erfolgte im Januar 2022, die Werkstatt soll 2025 bezugsfertig sein.

## Aufgaben
Die von Gottlieb & Paludan Arkitekter und der Rambøll Group entworfene Werkstatt wird zusammen mit dem Bahnbetriebswerk Brabrand in Aarhus, die auch MT Højgaard Denmark baut, für die Wartung der zukünftigen Baureihe DSB ES (IC 5 – Zweitbesetzung) genutzt. Kopenhagen und Aarhus werden künftig die beiden Hauptstandorte für die Wartung der ES-Züge sein.

## Sonstiges
MT Højgaard Danmark wurde zudem als Auftragnehmer für das Ausbesserungswerk Næstved in Næstved ausgewählt. Nach Næstved sollen nach Fertigstellung alle bei den DSB verbliebenen Werkstattaktivitäten der Centralværkstedet verlagert werden, um dort Platz für eine andere Bebauung zu schaffen.